# Tempelgewand

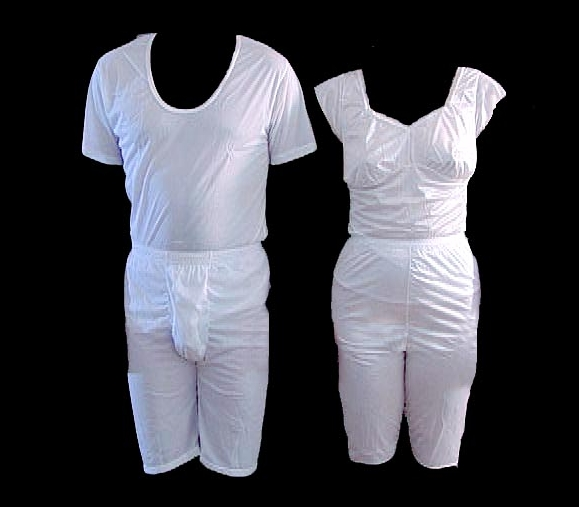
Zwei Tempelgewänder, jeweils für Mann und Frau, hergestellt nach 1979

Das Tempelgewand, auch Garment oder Tempelunterwäsche genannt, ist eine Art Unterwäsche, die bestimmte Mormonen tragen, nachdem sie in einem Tempel eine besondere heilige Handlung empfangen haben, die als Endowment bezeichnet wird. Die Kleidungsstücke werden Tag und Nacht getragen und sind für Erwachsene danach eine Voraussetzung für weitere Tempelbesuche. Die Unterwäsche gilt als symbolische Erinnerung an die Bündnisse mit Gott im Tempel, als ein Schutz vor der Schlechtigkeit der Welt und als ein Zeichen der inneren Verpflichtung, Jesus Christus täglich nachzufolgen. Heute wird das Tempelgewand hauptsächlich von Mitgliedern der Kirche Jesu Christi der Heiligen der Letzten Tage getragen und in einer abgewandelten Form von einigen Mitgliedern von Kirchen der fundamentalistischen Mormonen. Für diese Kirchenmitglieder sind diese Gewänder heilig und nicht für die öffentliche Zurschaustellung gedacht. Anti-Mormonen haben manchmal die Tempelunterwäsche öffentlich ausgestellt oder zerstört, um ihre Ablehnung der Kirche zu demonstrieren. Tempelgewänder werden manchmal von Nicht-Mormonen abwertend als „magische Unterwäsche“ bezeichnet. Mormonen betrachten diese Bezeichnung als irreführend und herabwürdigend.

## Gestalt
Das Tempelgewand ist für beide Geschlechter weiß und endet über dem Knie. Bei Frauen hat das Oberteil einen moderaten Ausschnitt und enge Schulteröffnungen. Das Oberteil der Männer hat kurze Ärmel.
Alle Tempelgewänder weisen Stickereien auf, die aus der ursprünglichen Endowment-Zeremonie im Nauvoo-Tempel hervorgegangen sind, an der linken Brust ein V, an der rechten Brust ein gespiegeltes L sowie kleine waagrechte Markierungen auf Höhe des Nabels und oberhalb des rechten Knies. Nach der Endowment-Tradition waren dies zunächst Einschnitte in den Stoff. Sie wurden jedoch bald durch Stickereien ersetzt.
Die Stickereien erinnern an Winkel und Zirkel, die auch in der Symbolsprache der Freimaurerei verbreitet sind. Sie wurden von Joseph Smith mit Beginn der Tempelzeremonien in Nauvoo eingeführt. Smith war zuvor auch zeitweise Mitglied einer Freimaurerloge in Nauvoo.

## Zweck
Für die Kirche Jesu Christi dienen die Tempelgewänder mehreren Zwecken. Erstens sind sie für die Mitglieder eine ständige Erinnerung an die Bündnisse, die sie im Tempel geschlossen haben. Zweitens sind sie ein Schutz gegen die Versuchungen und die Schlechtigkeit der Welt. Drittens sind sie ein äußerer Ausdruck der inneren Verpflichtung, Jesus Christus nachzufolgen.
Die Mitglieder glauben, dass die Tempelkleidung ihnen spirituellen Schutz bietet. In der mormonischen Folklore gibt es aber auch Geschichten, in denen die Tempelkleidung Schutz vor physischen Gefahren bot.
In diesem Zusammenhang wird von kirchlicher Seite darauf hingewiesen, dass Kleidung mit religiöser Bedeutung für manche Menschen schon in der Zeit des Alten Testaments eine Rolle gespielt hat, um den Glauben mit dem Alltag zu verbinden.

## Heiligkeit unter Mitgliedern
Mitglieder der Kirche Jesu Christi werden durch die Tempelgewänder an ihre persönliche Beziehung mit Gott und die Tempelbündnisse erinnert. Viele Mitglieder der Kirche betrachten das Tragen der Tempelgewänder, die mit den Tempelzeremonien in Zusammenhang stehen, als ein heiliges Privileg. Der Präsident der Kirche, Joseph F. Smith, lehrte, dass die Tempelgewänder die „heiligsten von allen Dingen der Welt, neben ihrer eigenen Tugend, neben ihrer eigenen Lebensreinheit, sind“. Aus diesem Grund vermeiden die Mitglieder Gespräche, bei denen die Tempelgewänder herabwürdigend diskutiert werden. Einige Kirchenführer haben die Tempelgewänder mit Kleidungsstücken verglichen, die die Geistlichen anderer Kirchen tragen. Im Gegensatz zu anderen religiösen Würdenträgern werden jedoch die Symbole der inneren Verpflichtung – die Tempelgewänder – nicht öffentlich getragen. Dies soll dazu führen, dass die Mitglieder der Kirche mehr über ihre vorbildliche Verhaltensweise ihrer religiösen Überzeugung Ausdruck verleihen und auf diese Weise auf sich aufmerksam machen.

## Lehre der Kirche Jesu Christi
Im Zuge der Tempelunterweisung und im Handbuch der Kirche wird darauf hingewiesen, dass die Tempelunterwäsche Tag und Nacht getragen werden soll und nicht selbstständig abgeändert werden darf, um es verschiedenen Kleidungsstilen anzupassen. Im Tempelempfehlungsinterview werden die Mitglieder gefragt, ob sie die Gewänder Tag und Nacht tragen, entsprechend dem Bündnis, das sie im Tempel geschlossen haben. Mitglieder der Kirche werden dazu angehalten, die Unterwäsche nicht für Betätigungen abzulegen, die man durchaus auch mit dem Garment verrichten kann. Dabei sollen sich Mitglieder, die diese Tempelbündnisse geschlossen haben, vom Heiligen Geist leiten lassen, wenn sie Fragen zum Tragen der Tempelunterwäsche haben.
Den Trägern der Tempelgewänder wird nahegelegt, einen angemessenen Kleidungsstil zu wählen. Um Missverständnisse zu vermeiden, sollen die Tempelgewänder nicht in der Öffentlichkeit zur Schau gestellt werden.